# Return to Forever
Return to Forever – amerykański zespół jazzfusionowy założony i prowadzony przez pianistę Chicka Coreę. Razem z Weather Report i Mahavishnu Orchestra są uważani za promotorów sceny jazz fusion w latach 70.
Zespół reaktywował się w 2008 roku po dwudziestu pięciu latach milczenia.
16 marca 2009 roku zespół wydał płytę Returns, która stanowi 2-płytową kompilację, zawierającą zapis niektórych fragmentów tournée po Stanach Zjednoczonych z 2008 roku.

## Dyskografia

### Albumy studyjne
- Return to Forever (1972)
- Light as a Feather (1973)
- Hymn of the Seventh Galaxy (1973)
- Where Have I Known You Before (1974)
- No Mystery (1975)
- Romantic Warrior (1976)
- Musicmagic (1977)

### Albumy koncertowe
- Return to Forever Live: The Complete Concert (1977)
- Returns (2009)